# Max Cosyns
Max Cosyns (1906 — 1998) foi um físico belga.
Foi assistente de Auguste Piccard na Universidade Livre de Bruxelas. Em 18 de agosto de 1932 participou da esntão quebra de recorde em ascensão estratosférica, atingindo 16 200 m (53 152 pés), partindo de Dübendorf, na Suíça. Por este feito foi agraciado com a Ordem de Leopoldo, concedida pelo rei Leopoldo III da Bélgica, em 1932.
Participou da 7ª Conferência de Solvay.